# Buse à gros bec
Rupornis magnirostris
Genre
Espèce
Statut de conservation UICN

 LC  : Préoccupation mineure
Statut CITES
La Buse à gros bec (Rupornis magnirostris, anciennement Buteo magnirostris) est une espèce de rapace de la famille des Accipitridae, l'unique représentante du genre Rupornis.

## Description

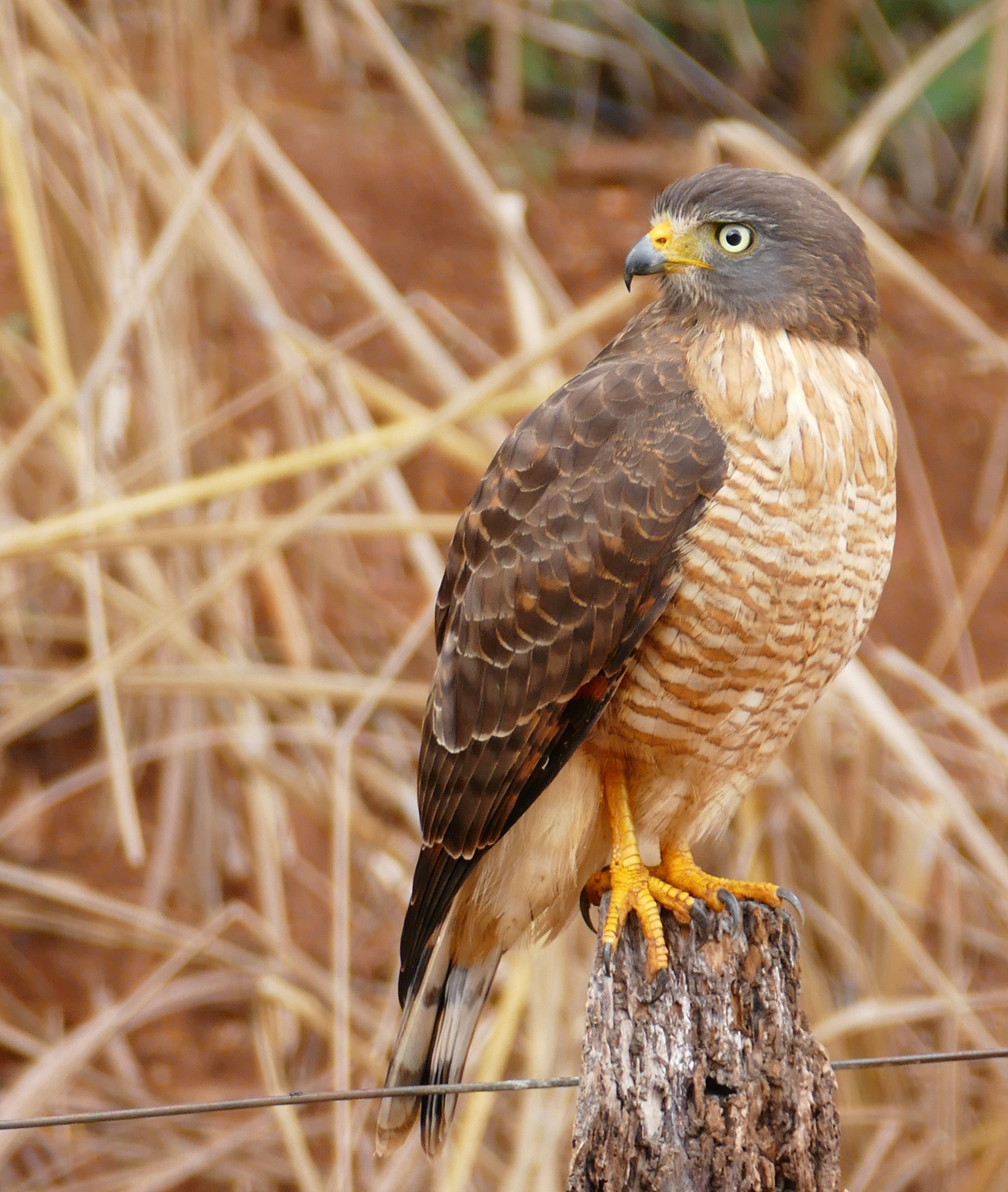
Buse à gros bec (Mato Grosso, Brésil).

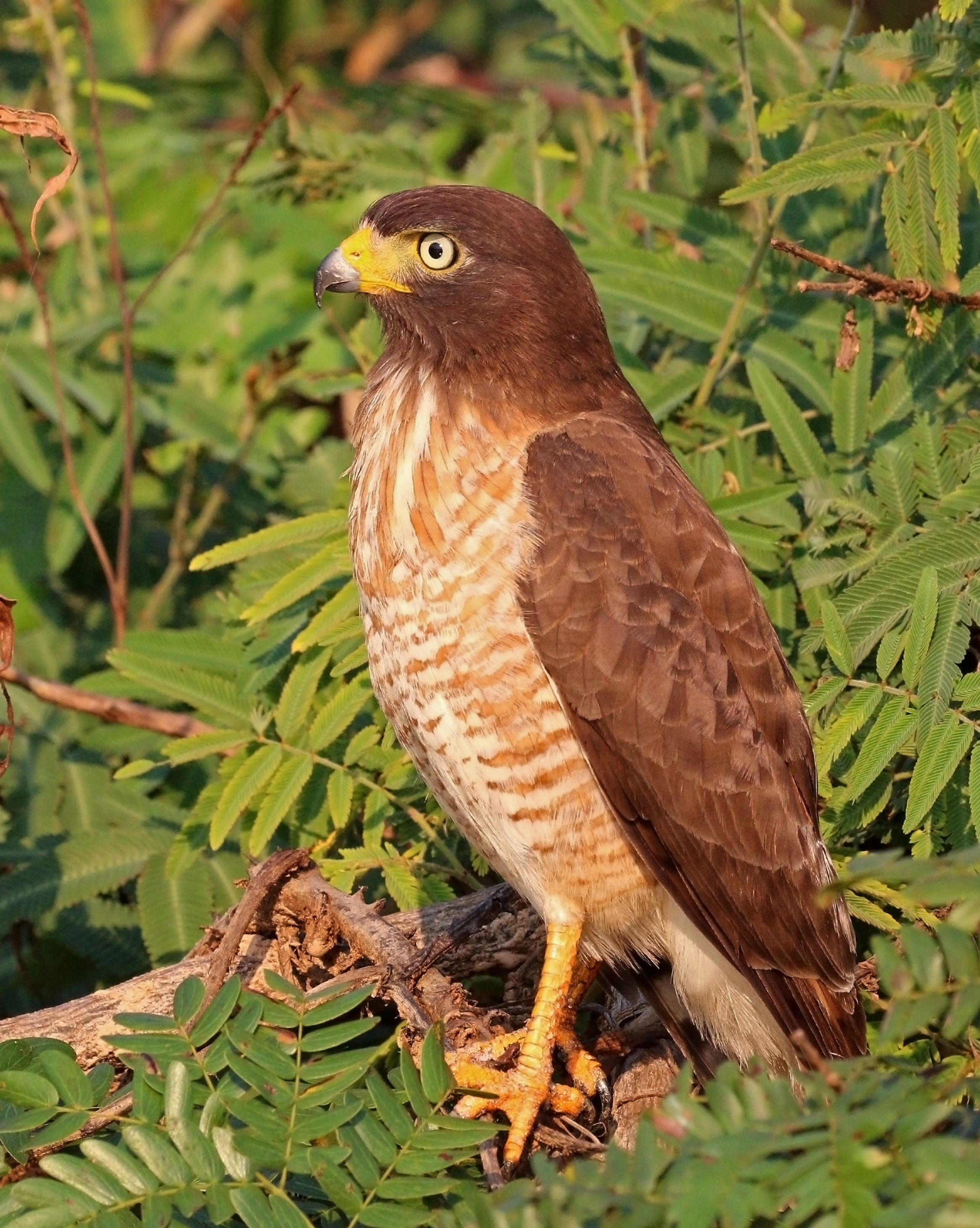
Immature dans le Pantanal, Brésil.

La poitrine et le ventre sont rayés brun roux et blanc tandis que la queue présente quatre ou cinq barres grises. Il existe d'importantes variations de plumage en fonction de la sous-espèce. Les yeux sont généralement jaunes. La plus grande partie de l'oiseau est de couleur gris brunâtre avec une plage rousse sur les rémiges primaires, particulièrement visible en vol. L'appel de cet oiseau est un cri très aigu et grinçant.
La Buse à gros bec mesure en moyenne 36 à 38 centimètres de longueur et peut dans certaines parties de son aire de répartition être reconnue par sa longue queue et ses ailes courtes disproportionnées par rapport à sa taille.

## Répartition
Cette espèce se trouve facilement sur un vaste territoire allant du Mexique et de l'Amérique centrale à la plus grande partie de l'Amérique du Sud à l'est de la Cordillère des Andes. Elle se trouve du nord de la côte caraïbe au sud de l'Amérique du Sud, dans la partie nord de l'Argentine.

## Habitat
À l'exception possible des forêts denses, elle est bien adaptée à la plupart des écosystèmes de son domaine de répartition. C'est aussi un oiseau urbain : c'est probablement le rapace le plus commun dans diverses villes à travers son domaine ou, peut-être, le plus visible. En effet, la Buse à gros bec se perche souvent à découvert et de plus devient fréquemment agressive lors de la période de nidification et peut attaquer un homme passant près du nid.

## Alimentation

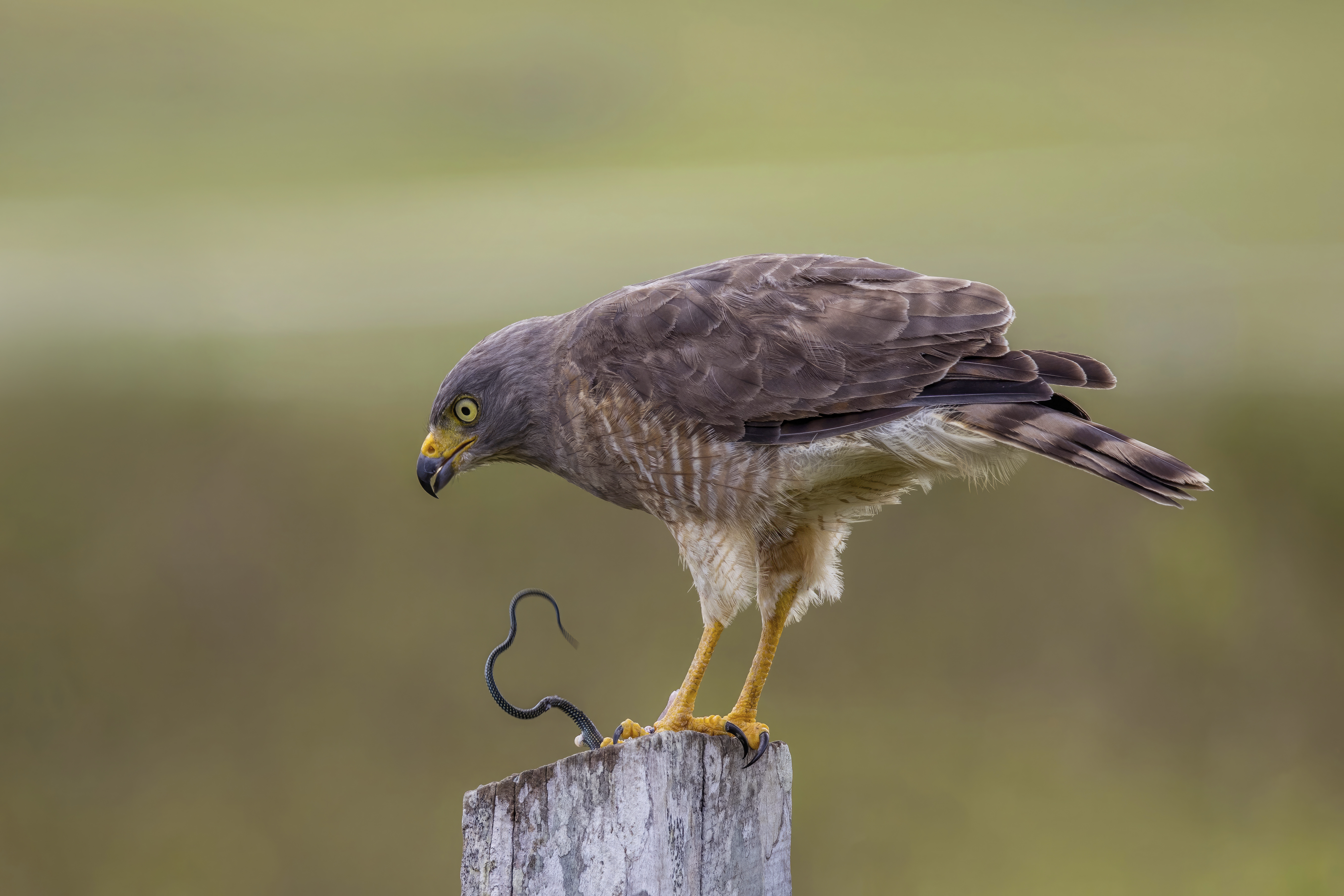
Buse à gros bec consommant une couleuvre perlée au Belize.

Son régime alimentaire se compose principalement d'insectes, de squamates et de petits mammifères, tels que les jeunes ouistitis et autres petits singes qu'elle chasse très souvent. Elle se nourrit également de petits oiseaux.

## Classification
L'étude phylogénétique des Accipitridae de Raposo do Amaral et al. (2009) portant sur l'analyse génétique de neuf gènes, mitochondriaux et nucléaires, de 105 spécimens (54 espèces) marquent un tournant dans la compréhension des relations de parentés dans ce groupe,. Cela entraîne un bouleversement dans la taxinomie du groupe, qui est répercutée dans la version 3.3 (2013) de la classification de référence du Congrès ornithologique international.
Cette espèce est omise du genre Buteo et est établie dans le genre Rupornis.

## Sous-espèces
Selon la classification de référence du Congrès ornithologique international (15.1, 2025) elle se répartit en douze sous-espèces (ordre philogénique) : 
- R. m. griseocauda (Ridgway, 1874) — du Mexique au Panama ;
- R. m. conspectus Peters, JL, 1913 — péninsule du Yucatán et nord du Bélize ;
- R. m. gracilis Ridgway, 1885 — Cozumel et Holbox ;
- R. m. sinushonduri (Bond, J, 1936) — Guanaja et Roatán ;
- R. m. petulans (Van Rossem, 1935) — littoral pacifique du Costa Rica au rio Tuira (Panama) ;
- R. m. alius Peters, JL & Griscom, 1929 — archipel des Perles ;
- R. m. magnirostris (Gmelin, 1788) — nord de l'Amérique du Sud ;
- R. m. occiduus Bangs, 1911 — Amazonie : à l'ouest du rio Madeira ;
- R. m. saturatus (Sclater & Salvin, 1876) — Bolivie, Paraguay et nord-ouest de l'Argentine ;
- R. m. nattereri (Sclater & Salvin, 1869) — nord-est du Brésil ;
- R. m. magniplumis (Bertoni, 1901) — sud du Brésil et selva misionera (es) ;
- R. m. pucherani (Verreaux & Verreaux, 1855) — Uruguay et nord-est de l'Argentine.